# Daehang-myeon
Daehang-myeon (koreanska: 대항면) är en socken i den centrala delen av Sydkorea, 185 km sydost om huvudstaden Seoul. Den ligger i kommunen Gimcheon i provinsen Norra Gyeongsang. 